# Ефект витіснення
Ефект витіснення — вплив збільшення залучення держави на ринку на інші його аспекти — наявність ресурсів, попит чи пропозицію.

## Види
- витіснення ресурсів — збільшення державного запозичення на грошовому ринку призводить до скорочення наявних фінансових ресурсів на ринку і підвищення процентних ставок, що веде до зниження інвестицій і наступного за цим скорочення обсягів реального виробництва[1];
- витіснення попиту — коли держава пропонує пільгові програми для певних категорій населення, напр. медичне страхування для незастрахованих, це може призвести до відмови частини клієнтів приватних установ від їх послуг на користь державних програм, а отже на скорочення попиту;
- витіснення пропозиції — коли держава приймає на себе традиційно недержавні функції (напр. благодійних організацій)[2] або надає підтримку комерційним підприємствам шляхом участі в їх капіталі[3], це призводить до скорочення кількості приватних постачальників таких послуг, а отже і пропозиції.